# Station Lidzbark Warmiński
Station Lidzbark Warmiński was een spoorwegstation in de Poolse plaats Lidzbark Warmiński.
Het station is gesloten in 2005. Alle spoorlijnen zijn opgebroken.